# Barry's Emacs
Pour les articles homonymes, voir Axe.

Barry's Emacs est un éditeur de texte de la famille Emacs, d'abord basé sur Gosling Emacs puis sur Unipress Emacs, et développé par Barry Scott

## Historique
Lorsque James Gosling distribua sa version d'Emacs par internet en 1981, Barry Scott en récupéra une copie et modifia le code lorsqu'il travaillait pour DEC. Sa version tournait sous VMS et était utilisé uniquement en interne.
Barry Scott préféra le langage de programmation Bliss-32 pour une meilleure implémentation bas-niveau sous VMS, puis migra vers C pour des besoins de portabilité pour finalement adopter C++ dans la version que l'on connait aujourd'hui. Il utilisera par contre l'interpréteur MLisp distribué par Unipress Software. Ce détail signifie qu'il s'est basé à partir de 1983 sur Unipress Emacs.
Barry Scott quitta Digital Equipment Corporation en 1994 mais continua à maintenir Barry's Emacs.
L'interpréteur MLisp est toujours disponible, mais l'auteur semble aujourd'hui opter pour une migration progressive vers Python pour le langage d'extension.